# 上品山
上品山（じょうぼんさん）は、宮城県石巻市の、ほぼ中央部、市街地の中心部から見て北東部にある標高465.7mの山である。山名は仏教用語で浄土を願う修行者の最上位を「じょうぼん（上品）」ということに由来する。
上品山は旧北上川下流の東側、新北上川下流の南方に位置する。 山頂からは、奥羽山脈から太平洋の大海原まで眺望でき、北上川下流が俯瞰できる。付近では山々を結ぶ全長約20kmの石巻緑のハイキングロード（遊歩道）の一部が通過する。
山頂に二等三角点「上品山」が、山頂付近に石巻市営河北上品山牧場、国土交通省航空路監視レーダーや、久集比奈神社があり、山の西北西にある旧河北町・三輪田地区の上品山入口から、山頂まで車で行くことが出来る。

## 当山及び周辺にある施設など
- 石巻緑のハイキングロード
- 国土交通省航空路監視レーダー
- 二等三角点
- 久集比奈（くすひな）神社
- 道の駅上品の郷
- 市営河北上品山牧場
- 石巻風力発電所

## アクセス
- 三陸沿岸道路河北ICから北東へ車で45分
- 頂上付近までマイカーで走行が可能